# Clausicella geniculata
Clausicella geniculata är en tvåvingeart som först beskrevs av Townsend 1892.  Clausicella geniculata ingår i släktet Clausicella och familjen parasitflugor. Inga underarter finns listade i Catalogue of Life.